# Rochelle Clark
Pour les articles homonymes, voir Clark.

a Compétitions nationales et continentales officielles uniquement.

b Matchs officiels uniquement.
Dernière mise à jour le 7 août 2019.
Rochelle Clark, née le 29 mai 1981 à High Wycombe (Angleterre), est une joueuse internationale anglaise de rugby à XV occupant le poste de pilier gauche.

## Biographie
Rochelle Clark naît le 29 mai 1981 à High Wycombe en Angleterre.
Elle remporte avec l'Angleterre la Coupe du monde 2014 en France. Au début de l'année suivante, elle devient membre de l'ordre de l'Empire britannique aux côtés de sa coéquipière en équipe nationale, Sarah Hunter.
Après un match contre l'Irlande en novembre 2016, elle devient la joueuse la plus capée du rugby anglais, hommes et femmes confondus, en dépassant les 114 sélections de Jason Leonard. Elle devient lors du match suivant la joueuse la plus capée de l'histoire du rugby féminin, après avoir dépassé l'Écossaise Donna Kennedy.
Elle rejoint en 2017 les Wasps Ladies pour disputer la première saison de Premier 15s. En juillet 2018, elle annonce qu'elle met un terme à sa carrière internationale.

## Palmarès
- Championne du monde 2014
- Victoires dans le Tournoi des Six Nations féminin

## Statistiques en équipe nationale
- 137 sélections en Équipe d'Angleterre féminine de rugby à XV
- 115 points (23 essais)
- Participations au Tournoi des six nations féminin

En Coupe du monde :
- 2006 : 4 sélections (États-Unis, Afrique du Sud, France, Nouvelle-Zélande)
- 2010 : 4 sélections (Irlande, États-Unis, Australie, Nouvelle-Zélande)
- 2014 : 4 sélections (Samoa, Canada, Irlande, Canada)
- 2017 : 5 sélections (Espagne, Italie, États-Unis, France, Nouvelle-Zélande)